# Jorge Chiarella Krüger
Jorge Enrique Chiarella Krüger (Lima, 1 de noviembre de 1943 - Lima, 1 de abril de 2021), conocido también como Coco Chiarella, fue un director teatral, actor, publicista, periodista, escritor, compositor clásico e intérprete de armónica peruano.

## Biografía
Fue hijo de Jorge Chiarella Füller y de la pianista Natalia Krüger Mora. Contrajo matrimonio con la dramaturga, educadora y actriz Celeste Viale Yerovi. Fue padre del director de teatro Mateo Chiarella Viale.
Está vinculado al teatro desde 1961, en que fundó junto a Ricardo Blume el Teatro de la Universidad Católica del Perú (TUC). Fue director del Teatro de la Universidad Nacional de Ingeniería (1967-9), miembro de la Asociación de Artistas Aficionados (AAA), director del grupo de teatro Telba (1973-9) y fundador y director de Alondra grupo de teatro (1981). Ejerció diversas actividades teatrales: como director, actor, compositor de música incidental, especialista en efectos sonoros y promoción de eventos teatrales, profesor de actuación y dirección. También fue asistente de dirección de Ricardo Blume y de Atahualpa del Cioppo, y coautor de obras para niños, llegando a dirigir durante dos años el programa de televisión infantil La casa de cartón.
También participó como actor en varias películas de su país, y en Diarios de motocicleta de Walter Salles.
Falleció en Lima el 1 de abril de 2021 a los 77 años de edad.

### Actuaciones
- El centroforward murió al amanecer de Agustín Cuzzani.
- Meckinpotde Weiss, con ambas trabajó como actor del TUC en los Festivales Latinoamericanos de Teatro en Manizales (1968 y 1973).
- Actor en Cuba, tu son entero de Nicolás Guillén dirigida por Hernando Cortés y con música de Adolfo Polack. Se presentó en Cuba en 1976.
- II Festival de Teseo y Minotauro en 1982 en Trujillo.

### Dirección teatral
- Como hobby, ¿no? Creación colectiva con alumnos de la Escuela del Teatro de la Universidad Católica. Se presentó en la muestra de teatro peruano en Iquitos, 1980.
- El cuidador de Harold Pinter (Telba).
- Vallejo de Alfonso La Torre, 1992 (Teatro Real)
- La empresa perdona un momento de locura de Rodolfo Santana (Telba).
- El efecto de los rayos gamma sobre las caléndulas de Paul Zindel, Compañía de Elvira Travesí.
- El pájaro azul de Maurice Maeterlinck (Teatro Nacional Popular del Perú).
- Las manos sucias de Jean Paul Sartre en 2002–03 (Teatro de la Universidad Católica, TUC).
- Enrique V de William Shakespeare en 2005–06 (Preludio).
- Amadeus de Peter Shaffer en 2008 (Asociación Cultural Peruano Británica).

### Cine
Actor, como:
- Un sastre en Caídos del cielo de Francisco Lombardi (1990).
- El Mayor Portillo en Sin compasión de Francisco Lombardi (1994).
- Pascual en Coraje de Alberto Durant (1998).
- Un Alcalde de Corte en El bien esquivo de Augusto Tamayo San Román (2001).
- Don Máximo en Muerto de amor de Edgardo Guerra (2002).
- El Dr. Pacheco en Ojos que no ven de Lombardi (2003).
- El Padre Esteban en Polvo enamorado de Luis Barrios (2003).
- El Dr. Bresciani en Diarios de motocicleta de Walter Salles (2004).

## Obras musicales
- Estudio a dos voces para armónicas.
- Música incidental para:
  - Romeo y Julieta de Shakespeare.
  - Los empeños de una casa de Sor Juana Inés de la Cruz.
  - Ubú rey de Alfred Jarry.
  - La panadería de Bertolt Brecht.
  - Meckinpot de Peter Weiss.
  - El gran teatro del mundo de Pedro Calderón de la Barca (1997, dirigido por Luis Peirano).